# Bjeloglava burnica
Bjeloglava burnica (lat. Pterodroma lessonii) je morska ptica iz porodice zovoja. 
Ima raspon krila oko 109 cm. Teška je 600-800 grama. Tijelo joj je bijelo. Krila su sivosmeđa. Glava i rep su bijeli. Crni kljun je snažan i kukast. Noge su ružičaste i crne.
Pelagična je, na kopnu se nalazi samo za vrijeme sezone parenja i podizanja mladih.

## Vanjske poveznice
|  | Zajednički poslužitelj ima još gradiva o temi Pterodroma lessonii |
|  | Wikivrste imaju podatke o taksonu Pterodroma lessonii             |